# Ahoulans
Les Ahoulans sont un peuple de pêcheurs côtiers du Sud du Togo, dans la zone frontière du Ghana. Ils font partie du groupe Éwés et parlent la langue Evhé.

## Population
En 1987 leur nombre était estimé à 25 000.

## Économie et culture
Pêcheurs, les Ahoulans se tournent aussi vers les touristes qui viennent volontiers sur les plages de sable bordées de cocotiers proches leurs villages.